# Ottomar Haxsen
Ottomar Haxsen (* 27. Oktober 1898 in Fleeste; † 19. September 1972 in Bremerhaven) war ein deutscher Politiker (DP/CDU).
Haxsen besuchte nach der Volksschule die Oberrealschule sowie die Landwirtschaftsschule. Daran schloss sich seine landwirtschaftliche Lehrzeit an. Im Jahr 1930 machte er sich als Landwirt selbständig. Seit 1945 war er Mitglied des Gemeinderates in Wesermünde und zudem seit 1946 auch Mitglied des Kreistages in Wesermünde.
Zudem wurde er in der ersten bis sechsten Wahlperiode Mitglied des Niedersächsischen Landtages vom 20. April 1947 bis zum 20. Juni 1970. Hier war er Vorsitzender des Ausschusses für Ernährung und Landwirtschaft zwischen dem 26. September 1955 bis zum 5. Mai 1959. Er gehörte im Landtag zunächst vom 28. März 1951 bis zum 5. Mai 1959 der DP/CDU-Fraktion an. Später war er bis zum 28. März 1962 Mitglied der DP-Fraktion und im Anschluss Mitglied der CDU-Fraktion ab dem 29. März 1962.

## Ehrungen
Haxsen ist Träger des Großen Verdienstkreuzes des Verdienstordens der Bundesrepublik Deutschland sowie des Großen Verdienstkreuzes des Niedersächsischen Verdienstordens.

## Quelle
- Barbara Simon: Abgeordnete in Niedersachsen 1946–1994. Biographisches Handbuch. Hrsg. vom Präsidenten des Niedersächsischen Landtages. Niedersächsischer Landtag, Hannover 1996, S. 144.

| Personendaten    | Personendaten                     |
| ---------------- | --------------------------------- |
| NAME             | Haxsen, Ottomar                   |
| KURZBESCHREIBUNG | deutscher Politiker (DP/CDU), MdL |
| GEBURTSDATUM     | 27. Oktober 1898                  |
| GEBURTSORT       | Fleeste                           |
| STERBEDATUM      | 19. September 1972                |
| STERBEORT        | Bremerhaven                       |